# Pathé
«Пате́» (фр. Pathé  или фр. Pathé Frères, произносится как «патэ́») — французская кинокомпания. Основана в 1896 году.

## История
В 1896 году в предместье Парижа — Венсене — братьями Пате была создана студия для съёмки, обработки и печати фильмов. При студии был создан цех по выпуску аппаратуры. Торговой маркой фирмы «Пате» был символ Франции галльский петух.

### Исследовательская деятельность
На студии «Пате» уже в 1898 году были проведены съёмки распускания цветов герани и прорастания ореха, проводились опыты макросъёмки. Отделом научных съёмок заведовал доктор Ж. Командон, а съёмки осуществлялись через микроскоп.
В 1905 году студия «Пате» приобрела у братьев Люмьер все права на аппарат «синематограф».
В 1905—1906 годах на студиях «Пате» проводились опыты в области цветной кинематографии и выпускались фильмы по способу «Патеколор» (фр. Pathécolor). При окраске употреблялся экземпляр фильма в качестве трафарета. Рабочие-специалисты разрезали с помощью специальных тонких резцов часть кадра, предназначенную для окраски. Таким образом делали трафареты для красного, синего, жёлтого, зелёного и других цветов. Перфорации давали возможность точного наложения. Результат был лучший, чем при окраске ручным способом. Вначале окрашивали только главных героев. Впоследствии стали применять усложнённые патронки, с помощью которых окрашивали всё изображение. Однако несовершенство этого способа заставило исследователей вернуться к распространённым в то время способом окраски. Например, методу «двойной вираж».

### «Пате-журнал»
В 1908 году в Париже вышли первые выпуски «Пате-журнала» (фр. Pathe-journal). Их девиз: «Всё видим, всё знаем».

### Расцвет
К 1905 году фирма «Пате» стала крупнейшей производственной организацией не только в Европе, но и во всём мире. Кроме четырёх студий в Париже, она имела свой производственный филиал в Ницце и отделения в Италии, Германии, России и США.
Этому способствовал ряд фактов. Так, в 1907 году Шарль Пате ввёл новую систему снабжения фильмами. Фильмы стали отдаваться в прокат, то есть во временное пользование (вместо свободной продажи).

### 1920-е годы
Пате сделал заявление о нерентабельности производства фильмов во Франции, продал студии, фабрики плёнки и ликвидировал заграничные филиалы.

### 1930-е годы
В 1932 году кинокомпания была выкуплена американской RKO Pictures и стала называться RKO-Pathe Studios.

## Филиалы
В 1904—1905 годах открылись новые студии, пришли новые режиссёры — Гастон Велль, Анри Эзе, Луи Ганье — делая продукцию фирмы более разнообразной, усложняя технику постановок, совершенствуя монтаж.
В 1907 году были созданы «Общество авторов и литераторов» (фр. Societé cin ématographique des auteurs et gens de lettres) (сражающееся за право авторов на получение гонорара с кинофирм за экранизацию их произведений) и «Фильм д’ар». И это, казалось бы, должно отрицательно сказаться на состоянии дел Шарля Пате. Однако, он предоставляя право создавать «шедевры» «Фильм д’ар» и ССАЖЛ, и работая главным образом над выпуском продукции среднего качества, обеспечил за собой право их проката.
В начале войны Шарль Пате знакомится с положением дел в Америке. Вернувшись во Францию, он приступил к коренной реорганизации собственной фирмы и закупке фильмов в Америке.

### Московское отделение
Московское отделение фирмы «Пате» занималось производством собственных и распространением зарубежных кинофильмов в России.

### Одесское отделение
В 1909 году выпустило фильм-декламацию «Еврейские куплеты», больше о нём ничего не известно.

### «Фильм д’арте итальяно»
Шарль Патэ в 1909 году основал в Риме фирму «Фильм д’арте итальяно» (итал. Film d'Arte Italiana). Руководителями новой фирмы стали Рикарди, Ло Савио и Уго Фалена. Два последних, выполнявшие в новой фирме роль режиссёров и сценаристов, были хорошо известными в Риме театральными деятелями. Наиболее известные актёры ФАИ: Франческо Бертини и Марии Якобини. Марии Якобини, до съёмок в кино, играла в римском театре «Делле Кватре Фонтана». В труппу ФАИ также входили Эрмете Новелли, Руджеро Руджери, Чезаре Дондини, Витториа Лепанто, Габриэллино д’Аннунцио.
Первой постановкой ФАИ был «Отелло» за ней последовала «Дама с камелиями» и «Кармен». В течение долгого времени фирма выпускала только исторические фильмы: «Саломея», «Фолькетто де Нарбоннэ», «Лукреция Борджиа», «Чёрная рука», «Король Лир», «Венецианский купец», «Риголетто», «Франческа да Римини», «Гражданская смерть», «Обручённые».

### «Американ синема»
В апреле 1910 года в Баунд-Бруке (Нью-Джерси) Пате открыл свою первую американскую студию. Картины этой студии демонстрировались во Франции под маркой «Американ синема». В ковбойских фильмах студии снимались ковбои из труппы полковника Кларка («Дочь Аризоны», «Нападение на южно-океанский экспресс», «Преданность индейца», «Закон линча», «Ревность ковбоя», «Высшая жертва», «Восстание в Редвуде», «Милосердие Линкольна» и т. д.). Выпустила студия и несколько комедий (серия с участием негра Растуса) и трюковых картин («Усовершенствованный пресс», «Взбесившийся автомобиль»).
В конце 1912 года руководителем студии стал Луи Ганье. Он подобрал труппу, в которую вошли Генри Уолтхолл (бывший актёр Байограф), Крэн Уилбур, Пол Панцер, Октавиа Хэндуорт (раньше работавшая в «Вайтограф»).
В 1914 году вышли серии фильмов «Опасные похождения Полины», «Тайны Нью-Йорка», «Похождения Элен» с участием Пирл Уайт, пользовавшиеся большой популярностью у зрителей.

### «Литтерария»
В 1912 году Шарль Пате основал в Германии фирму «Литтерария» по образцу своего итальянского предприятия ФАИ. Для работы в новую фирму он пригласил знаменитую актрису Нильсен и режиссёра Петера Урбана Гада. Петер Урбан Гад поставил для «Литтерарии» фильмы «Суфражистка», «С-1». «Литтерария» привлекла также в качестве режиссёра норвежца Бьерне Бьернсона, сына известного драматурга, и венгра Ойгена Иллеша, который снял «Самсона и Далилу» по сценарию романистки Клары Фибих.

## Творчество

### Режиссёры, снимавшие на киностудии «Пате»
- Фернан Зекка
- Мельес, Жорж (с 1909 года)
- Нонге, Люсьен
- Капеллани, Альбер
- Велль, Гастон
- Абель Ганс
- Макс Линдер
- Де Шомон, Сегундо
- Жермен Дюлак
- Мишель Карре
- Жан Дюран
- Викторен Жассе
- Ромео Бозетти
- Анри Эзе
- Луи Ганье
- Монка, Жорж
- Жорж Ато
- Лоран Хейльброн
- Деноль
- Промио
- Лапренс
- Меркантон
- Лепин
- Клод Зиди
- Дани Бун